# Led

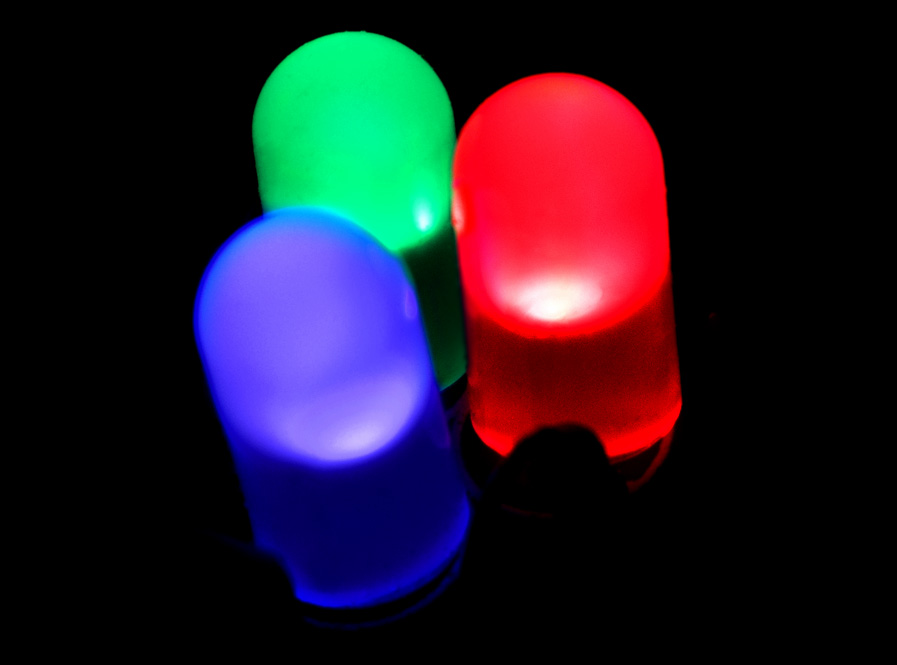
Leds in verschillende kleuren

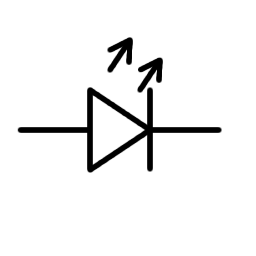
Elektrisch symbool van een led, met links de anode (+) en rechts de kathode (-)

Opbouw van een led
1. epoxyharslens (behuizing)
2. draadverbinding
3. reflector
4. halfgeleiderkristal
5. aambeeld
6. ondersteuning
7. frame
8. afgeplatte zijde
A. anode
B. kathode

Een led (van het Engelse light-emitting diode) is een elektronische halfgeleidercomponent opgebouwd als een diode die bij stroomdoorgang in de doorlaatrichting licht uitstraalt. Dit kan zichtbaar licht in diverse kleuren zijn, maar ook infraroodstraling of ultraviolette straling. Na de uitvinding ervan in 1962 werden leds aanvankelijk alleen gebruikt als indicatorlampje en voor signaaloverdracht. Als gevolg van technologische verbeteringen is de lichtopbrengst toegenomen en aan het eind van de jaren 1990 konden leds geproduceerd worden die geschikt waren als lichtbron voor het gewone dagelijkse gebruik. Meestal is een led ingebouwd in een kleine doorzichtige behuizing van een paar millimeter groot, die tevens als lens fungeert.

## Naam
Het woord led is een afkorting van light-emitting diode, in het Nederlands: 'licht-emitterende diode' of 'lichtuitstralende diode'. Vandaag de dag is het woord in het Nederlands zo ingeburgerd dat het niet meer als een acroniem (letterwoord) gevoeld wordt. De Nederlandse Taalunie heeft om die reden besloten dat het woord zonder hoofdletters geschreven moet worden en zonder apostrof in het meervoud (vergelijkbaar met radar en laser). In het Engels, daarentegen, schrijft men LED, wat wordt uitgesproken als "el-ie-die".
In vertalingen, onder andere uit het Duits, leest men vaak 'lichtdiode'.
Behalve de eigenlijke diode wordt ook het geheel van de halfgeleider met reflector, contactpunten en behuizing/lens (zie de tekening) led genoemd. Worden verscheidene van zulke leds gecombineerd in een grotere behuizing, dan spreekt men van een ledlamp.

## Geschiedenis
In 1907 ontdekte de Britse radiopioneer Henry Joseph Round dat het contactpunt van een kristaldetector licht kan geven, ook merkte hij dat verschillende materialen en spanningen verschillende kleuren kunnen leveren. In 1927 publiceerde de Russische wetenschapper Oleg Losev in een Russisch tijdschrift details over wat men zou kunnen beschouwen als de eerste led en vroeg een octrooi aan. Losevs werk bleef echter onopgemerkt en hij kwam in 1942 tijdens het Beleg van Leningrad om. Daarbij waren de materialen die hij gebruikte, niet bijzonder geschikt voor een goede lichtopbrengst en zo duurde het tot 1962 voordat de led echt doorbrak. In dat jaar ontwikkelde Nick Holonyak een werkende led. Het duurde echter tot in de jaren negentig dat er licht in alle kleuren kon worden geproduceerd.

## Werking
Het halfgeleidermateriaal van een led bestaat uit een pn-overgang waarin een uitputtingszone ontstaat. Deze zone geleidt geen elektriciteit. Als de led in doorlaatrichting wordt aangesloten, d.w.z. de minpool van een spanningsbron wordt aangesloten op het n-type materiaal en de pluspool aan het p-type materiaal, gaat er een stroom lopen. De uitputtingszone in het midden wordt kleiner en verdwijnt. Zodra een negatief elektron recombineert met een positief deeltje, een zogenoemd gat, verliest het elektron energie in de vorm van een foton. Deze fotonen vormen de lichtstraal.

## Kleuren
De kleur van het opgewekte licht is afhankelijk van de aard van de materialen waaruit de led is opgebouwd, meer specifiek de breedte van de verboden zone tussen de valentieband en de geleidingsband. Dit verklaart ook waardoor een led met een lange golflengte een lagere doorlaatspanning heeft dan een met een korte golflengte, bijvoorbeeld rood 1,7 à 1,9 V en blauw 2,8 à 4,6 V. Dit heeft ook consequenties voor de aansluitspanning en voor het eventueel toevoegen van weerstanden om de stroom door een led-circuit te stabiliseren. De kleur van de behuizing is niet bepalend voor de kleur die een led uitstraalt. Een kleurloze behuizing kan ook een kleur doorlaten.
Doordat de spanning over de led ook een beetje stijgt bij een grotere stroom, zal de kleur iets naar een kortere golflengte opschuiven. Een blauwe led zal bij lage stroom meer groenig schijnen en een rode led wordt bij te veel stroom heel even geel maar gaat dan stuk.
| materiaal                              | kleur                                    |
| -------------------------------------- | ---------------------------------------- |
| Galliumaluminiumarsenide AlGaAs        | ■ rood en infrarood                      |
| Aluminiumindiumgalliumfosfide AlInGaP2 | donkerrood ■ rood rood oranje en ■ amber |
| Galliumarseenfosfide GaAsP             | ■ rood■ oranje■ geel                     |
| Galliumfosfide GaP                     | ■ groen                                  |
| Galliumnitride GaN                     | ■ blauw                                  |
| Zinkselenide ZnSe                      | ■ blauw                                  |
| Siliciumcarbide SiC                    | ■ blauw                                  |
| Indiumgalliumnitride InGaN             | ■ groen■ blauw of ultraviolet            |
| Diamant C                              | ultraviolet                              |

### Blauwe led
De ontwikkeling van de blauwe led heeft lang op zich laten wachten. Blauwe en witte leds gebaseerd op halfgeleidende galliumnitride zijn door Shuji Nakamura uitgevonden. Er zijn pas in de jaren 90 betaalbare uitvoeringen met een redelijke helderheid op de markt. De blauwe led doet sinds 2006 nauwelijks onder voor de groene led. Met het beschikbaar komen van de blauwe led is volledige RGB-kleurmenging mogelijk geworden.

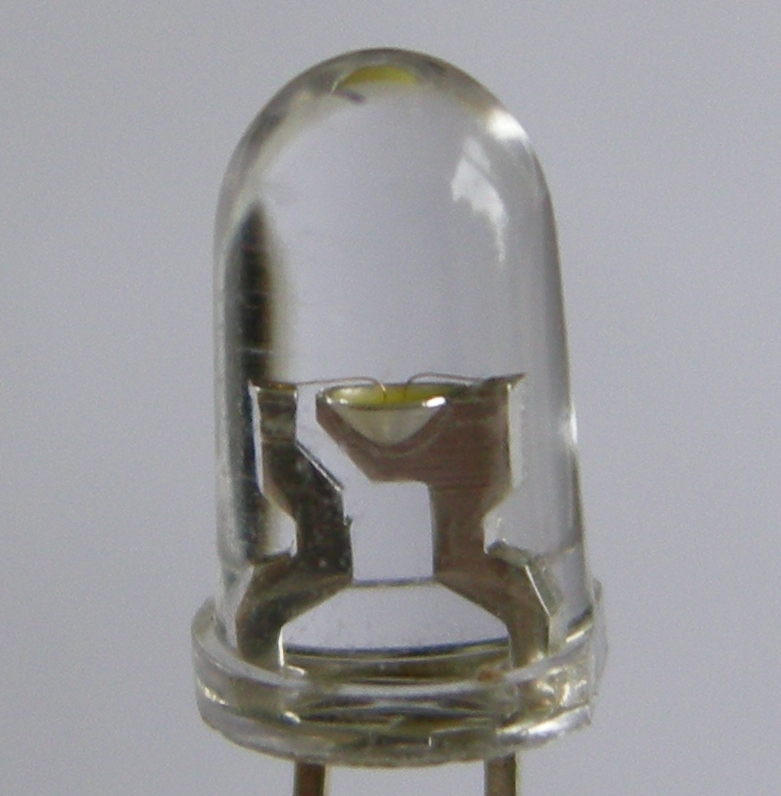
Led die wit licht uitzendt

### Witte led
Een witte led is een blauwe led met een fluorescerende laag, soms verkeerd fosfor genoemd. De fluorescerende laag zet een deel van het blauwe licht in geel licht om. Het mengsel van blauw en geel licht wordt ervaren als wit licht.
Driekleurenleds of RGB-leds kunnen ook wit licht uitzenden.

### Infraroodled
Vrijwel alle afstandsbedieningen voor elektronische apparatuur zenden hun signalen met behulp van IR-leds over. Deze kunnen een relatief hoog vermogen verwerken. Infraroodleds worden ook veel toegepast als geïntegreerde zender in optocouplers, veiligheidscomponenten waarbij de zendende zijde en de ontvangende zijde optisch zijn verbonden maar elektrisch onderling zijn geïsoleerd. IR-leds kunnen ook als hulpverlichting worden toegepast voor analoge en digitale video-camera's met nachtopname aangezien de CCD-sensor ook gevoelig is voor de golflengte van een IR-led. Deze eigenschap kan ook worden gebruikt om te controleren of een afstandsbediening nog werkt, bij kijken door een elektronische zoeker van video- of fotocamera moet het licht te zien zijn.

### Meerkleuren

LED-spectra voor verschillende halfgeleiders

Er bestaan ook tweekleurenleds. Dit zijn normale ledbehuizingen waarin twee leds zijn geïntegreerd die een verschillende kleur, meestal rood en groen, hebben. Door beide kleuren te laten oplichten ontstaat geel. Tweekleurenleds kunnen twee of drie pootjes hebben.
Een tweekleurenled met twee pootjes wordt wel heen-en-weerled genoemd, de kleur verandert door de polariteit van de stroom om te keren. Door de led op wisselstroom aan te sluiten ontstaat een mengkleur.
Met drie pootjes kan elke mengkleur van rood en groen gemaakt worden door de stroom door de twee leds apart te regelen, te sturen.
Verder zijn er leds met meer dan twee kleuren op de markt, waaronder de full-colour RGB-led, een ledbehuizing die een rode, een groene en meestal twee blauwe leds bevat. Met deze primaire kleuren van het additieve kleurensysteem kunnen alle kleuren van het spectrum worden samengesteld. Zulke leds worden onder andere toegepast in grote lichtkranten, beeldschermen en in bepaalde designmeubelen. Door het monochromatische karakter van de individuele leds is de kleurweergave van tot wit licht gemengde RGB-leds nogal slecht, vooral gele pigmenten zien er door het ontbreken van golflengtes in het gele gebied onnatuurlijk uit. Om dit te ondervangen zijn er ook RGBA-leds waarbij nog een gele led, in amber, is toegevoegd.

## Energieverbruik
Monochromatische leds hebben meestal een aanzienlijke energie-efficiëntie en slijten nauwelijks door gebruik. Er bestaan diverse gangbare formaten, variërend van 1,8 mm tot 20 mm, waarvan 3 en 5 mm de gangbaarste zijn. Ze kunnen door pootjes of aansluitcontacten op een printplaat worden gesoldeerd of met behulp van de surface-mounted device-techniek (SMD) direct op de printplaat gemonteerd.

### Optische eigenschappen

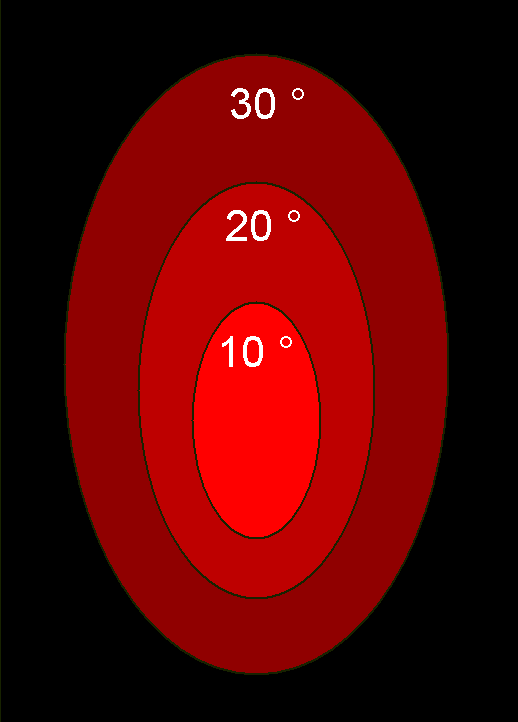
Verschillende openingshoeken

Door de halfgeleiderconstructie van een led wordt het uitgezonden licht al enigszins gebundeld. Deze bundeling wordt doelbewust vergroot door het kristal in een reflector te monteren om met een kleinere openingshoek een grotere lichtintensiteit te bereiken. De allerfelste leds (anno 2005: meer dan 20 cd ofwel 20.000 mcd) hebben een zeer smalle openingshoek (minder dan 20 graden). Een rekenvoorbeeld: een led van 25.000 mcd met openingshoek van 20 graden straalt een hoeveelheid licht uit van: 
{\displaystyle 25.000\times 2\pi \left(1-\cos \left({\frac {20\pi }{360}}\right)\right)=2386\,{\text{mlm}}\approx 2{,}4\,{\text{lm}}}
Ter vergelijking: een 100W-gloeilamp haalt ca. 1200 lumen. Dus om een 100W-gloeilamp te vervangen zijn 1200/2,4 = 500 leds nodig.
Afhankelijk van de toepassing kan de behuizing mat, gekleurd transparant of helder transparant worden gekozen. Een matte led licht door een grote openingshoek als geheel vrij gelijkmatig op en is daarmee geschikt als indicatorlampje.

### Hogehelderheidsled
Leds hebben in eerste instantie schaalverlichtingslampjes en controlelampjes vervangen. Door een ontwikkeling die rond het jaar 2000 plaatsvond, kunnen nu ook leds worden geproduceerd met een zeer hoge helderheid, zogenaamde hogehelderheidsleds. Hierdoor zijn deze halfgeleiders nu gestaag in opmars om gloeilampen, bijvoorbeeld in verkeerslichten, waarschuwingslichten bij overwegen en in straatlantaarns te vervangen. Door hun veel langere levensduur, grote (mechanische) schokbestendigheid, veel geringere energiebehoefte en daardoor veel minder warmte-ontwikkeling zijn zij een goedkoop en milieuvriendelijk alternatief. Nieuwere typen zijn in opmars ter vervanging van halogeenlampen. Ze verbruiken in verhouding minder energie, en zijn niet veel duurder.

### Rendement
Er is een belangrijk verschil in het rendement voor gekleurde, monochromatische leds aan de ene kant, en witte leds aan de andere kant. Een monochromatische led, vooral een rode, kan bijzonder efficiënt zijn (tot wel 50% van de elektrische energie wordt omgezet in licht). Het loont heel duidelijk om zulke leds te gebruiken om gloeilampen in rode verkeerslichten te vervangen: de gloeilamp heeft een totaal rendement van wit licht van zo'n 5 procent, en zelfs daarvan wordt maar een klein deel gebruikt (het grootste deel wordt tegengehouden door het rode glasfilter). Ook de beperkte openingshoek van een led komt hier van pas.
Het rendement van een witte led is kleiner dan dat van een rode led. Dat komt doordat een witte led is opgebouwd uit een blauwe led waarvan een gedeelte van het licht door een fosfor wordt omgezet in geel licht en warmte. Het geel in combinatie met blauw geeft een witte indruk. Aanvankelijk waren witte leds door dit principe niet of nauwelijks efficiënter dan grote gloeilampen. Maar inmiddels is het door technische ontwikkelingen gelukt om ook het rendement van witte leds aanzienlijk te verhogen. In april 2012 werd een record bereikt van 254 lumen per watt.

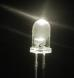
Een felle, witte led

#### Lichtstroom vergeleken
| Type             | Opbrengst (lumen/watt) | Opmerkingen                                             |
| ---------------- | ---------------------- | ------------------------------------------------------- |
| Gloeilamp        | 12–15                  | afhankelijk van het vermogen van de lamp                |
| Halogeenspot     | 20                     |                                                         |
| Spaarlamp (16 W) | 55–60                  |                                                         |
| Tl-buis          | 100                    | met een Colour Rendering Index van 95 (Philips)         |
| Led              | 24–254                 | De modernste (2012) koelwitte leds (bv Creetype XPEHEW) |
| Natriumlamp      | 120–200                | straatverlichting                                       |
De nieuwste ledlampen (type Superflux) zijn dus iets efficiënter dan de moderne spaarlampen (60-100 tegen 55-60 lumen/watt). Deze leds verslaan dus ook de ouderwetse gloeilamp en de halogeenspot, maar nog niet de tl-buizen. Lumen is alleen het lichtspectrum dat mensen kunnen zien. Een led gaat gemakkelijk 50.000 uur mee en zelfs de modernste tl-buizen en natrium- of kwiklampen halen niet meer dan 18.000 uur. Een uitzondering hierop zijn de zogenaamde "long life"-tl-buizen. Deze kunnen, afhankelijk van het toegepaste voorschakelapparaat wel tot ca. 84.000 uur meegaan. Deze levensduur is gebaseerd op een technische uitval van maximaal 10% en een maximale lichtterugval van 10%. Bij de meeste leds met hoog vermogen neemt de lichtopbrengst gedurende de levensduur langzaam af. Bovendien neemt de levensduur (en lichtopbrengst) snel af als de led (te) heet wordt. Een goede koeling is nodig, en dat maakt hem weer groter en zwaarder. Harde schriftelijke garanties over levensduur en lichtopbrengst geeft echter bijna geen enkel bedrijf.
Leds met een hoog vermogen zijn minder efficiënt qua lichtopbrengst per watt (bijvoorbeeld, Luxeon K2 van Philips: 24 lumen per watt [2008]) in vergelijking met kleinere leds (bijvoorbeeld, superflux 4 chip-leds: 44 lumen per watt [2008]). Een kleinere led is wel heel efficiënt in lichtopbrengst per watt, maar geeft maar weinig licht (3 à 5 lumen) doordat de maximale elektrische stroom door de led niet groot mag zijn.
Leds hebben de unieke eigenschap dat bij dimmen (minder stroom door de led) het rendement toeneemt. Ook in de kou neemt het rendement toe, in tegenstelling tot de op fluorescentielampen gebaseerde spaarlampen, die in de kou juist minder licht gaan geven.

## Levensduur

### Branduren
Een led kan veel meer uren licht geven dan een spaarlamp voordat hij kapot gaat. Vaak staat op verpakking van ledverlichting dat deze zeker 30.000-50.000 uur zou moeten meegaan. Van cruciaal belang bij een ledlamp is dat de warmte goed afgevoerd wordt. Gebeurt dat niet, dan gaat de levensduur van de led aanzienlijk achteruit. Ook de kwaliteit van de elektronica is van belang.

### Halfwaardetijd
De halfwaardetijd (L50) is het aantal uren dat een led kan branden totdat hij nog maar de helft van de oorspronkelijke lichtsterkte uitstraalt. Bij eenvoudige gekleurde leds is deze tijd ook maar zeer beperkt, bij leds die fel wit licht uitstralen kan die tijd tussen 5000 en 150.000 uur liggen. Dat betekent dat wanneer een goedkope witte led als achtergrondverlichting constant aan staat, deze na zekere tijd nog maar half zo fel is. De halfwaardetijd hangt af van de gekozen materialen en constructie van de led. Er zijn tegenwoordig leds die bij een junctietemperatuur van 80 °C een halfwaardetijd van meer dan 150.000 uur hebben. De halfwaardetijd wordt door sommige fabrikanten opgegeven, of er worden testresultaten gemeld, zie de links onderaan. Dit betreft zonder uitzondering leds die een thermal pad hebben waarmee ze op een koelplaat gesoldeerd moeten worden.
Op die wijze kan de totale warmteweerstand van de junctie naar de omgeving zeer laag gemaakt worden, bijvoorbeeld totaal 15 °C/W, waardoor bij 2 watt de temperatuurstijging van de ledjunctie tot 30 °C beperkt blijft. Het lijkt echter alsof de meeste ledlamp- of ledarmatuurconstructeurs zich niet bewust zijn van het belang van een goede ledkoeling, niet alleen voor de levensduur maar ook voor de efficiëntie (lumen/watt) die bij hoge junctietemperatuur wezenlijk daalt. Een led kan bewust op een lagere stroom gezet worden, zodat de junctietemperatuur lager blijft, om de halfwaardetijd te verlengen. De junctietemperatuur, de interne opbouw van de led (gebruikte materialen, procescontrole gedurende fabricage) en in mindere mate de stroom door de led en de omgevingstemperatuur in het geval van single chip witte leds zijn bepalend voor L70 en L50. Er wordt op dit punt nog steeds vooruitgang geboekt, maar voor zeer lange levensduur moet de led altijd goed gekoeld worden en mag er niet te veel stroom door de led gestuurd worden, een wezenlijk verschil met andere lichtbronnen.
Overigens wordt meestal 30% lichtafname als einde van de levensduur voor een led beschouwd (L70).

### L70 en L50
Het document LED Life for General Lighting: Definition of Life wil een definitie voorstellen van nuttige levensduur voor een led en definieert onder andere L70 en L50. L70 geeft aan na hoeveel branduren de lichtopbrengst met 30 procent is teruggevallen, waarbij het document aangeeft dat de led aan het einde van zijn levensduur is. De L70-waarde ligt voor kleine leds gebruikt op hun maximum stroomwaarde op 1000 uur en voor gekoelde kwaliteitsleds op 150.000 uur, afhankelijk van de interne ledconstructie en de junctietemperatuur van de led in bedrijf. Een goede kwaliteit led gebruiken, zeer goed koelen en niet te veel stroom door de led sturen is de manier om een lange levensduur te verkrijgen. De L50-waarde ligt ongeveer een factor 2 hoger dan de L70-waarde. Voor kwalitatief hoogwaardige toepassingen wordt doorgaans de L70-waarde en soms zelfs de L80-waarde gehanteerd.
De huidige tests schrijven een eerste inbrandperiode voor van 1000 uur. De lichtresultaten in die periode tellen niet mee voor de meting. Gedurende de inbrandtijd tijd kan de lichtopbrengst van de led zelfs nog toenemen. Dan volgt een meetinterval tussen 1000 en 6000 uur, waarbij bijvoorbeeld elke 1000 uur de lichtopbrengst (zeer precies) wordt gemeten. Gedurende de test moeten de temperatuur van en de stroom door de led zeer constant gehouden worden. Er wordt aanbevolen bij verschillende stromen en verschillende temperaturen te meten. Hoewel de lichtafname in principe exponentieel is in de stabiele periode, kan voor L70 zonder te grote fouten lineair worden geëxtrapoleerd (dit geeft een iets te pessimistisch resultaat).
Als in de 5000 uur durende meetperiode een afname van 3% wordt geconstateerd, zou de L70 50.000 uur zijn. Voor langere levensduren zou langer gemeten moeten worden. Om 150.000 uur aan te tonen zou bijvoorbeeld gedurende 15.000 uur gemeten moeten worden, waarbij dan een lichtafname van maximaal 3% zou mogen optreden.

## Toepassingen

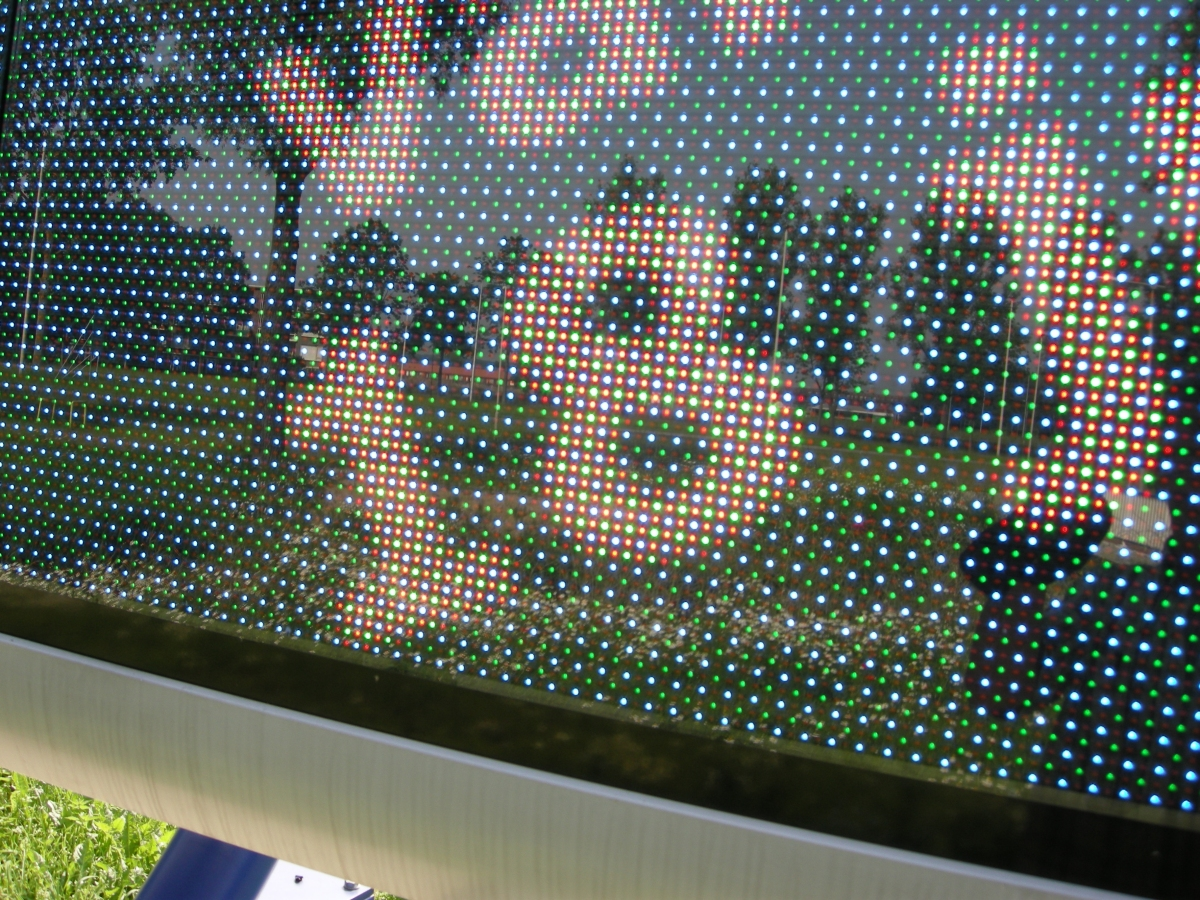
Een beeldscherm met afzonderlijke rode, groene en blauwe leds

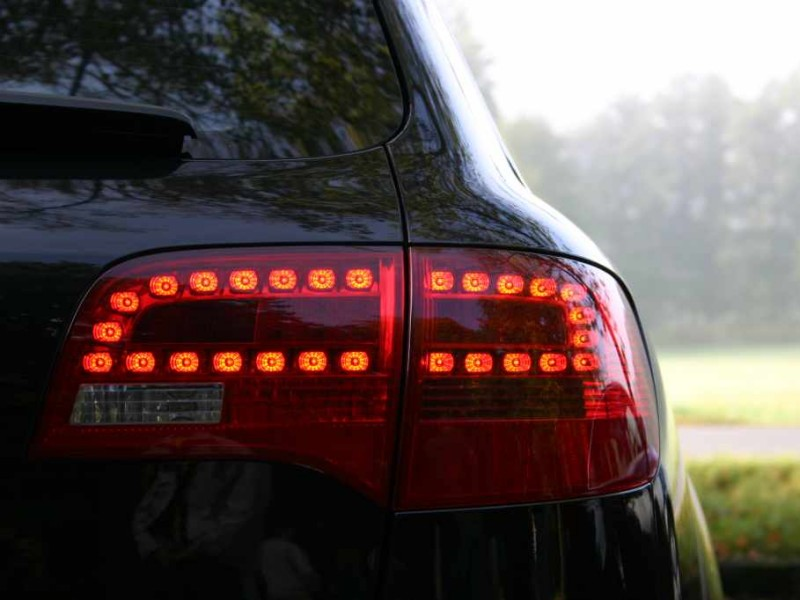
Leds in de achterlichten van een Audi A6

Vanouds werden leds toegepast als vervanging voor indicatielampjes en in zevensegmentendisplays.
Leds worden tegenwoordig alom toegepast in consumentenelektronica als infraroodzender in afstandsbedieningen en spannings- of signaalindicators, maar ook steeds vaker in lichtkranten en platte beeldschermen. Vooral door de vrij recent ontwikkelde mogelijkheid om leds blauw of (door combinaties van leds) wit licht uit te laten stralen is het potentiële toepassingsgebied aanzienlijk toegenomen.
Een serie leds op rij wordt ook gebruikt als derde remlicht; gemonteerd achter de achterruit van een auto. Audi en General Motors waren bij de eerste autoproducenten die leds grootschalig toepasten in hun productiemodellen. Zo was in het jaar 2000 de Cadillac Deville voorzien van volledige ledverlichting aan de achterzijde en was de Audi R8 de eerste auto waarbij de koplampen volledig uit leds bestaan. Ook de nieuwe zwaailichten voor ambulances, politie, brandweer enz. zijn meestal ledlichten. De laatste tijd zien we ook veel leds verschijnen in tuinverlichting met ingebouwde zonnecel die uit zonlicht elektrische energie genereert, die wordt opgeslagen in een oplaadbare batterij.
Verdere toepassingen zijn compacte zaklampen en fietslampen, zowel vast gemonteerd op de fiets, of als losse clip-on-units.
Met een bijzondere optische constructie kan van de led een halfgeleiderlaser gemaakt worden. Zo'n led geeft sterk gebundeld coherent licht af met een zeer specifieke golflengte, waardoor hij geschikt is om te worden toegepast in cd- en dvd-opname- en afspeelapparatuur. Deze leds hebben wel een beperkte levensduur. Bij gebruik van enkele uren per dag, zal zo'n led ruwweg 8 jaar meegaan.
Er worden ook leds gebruikt in nieuwe verkeerslichten en bij spoorwegovergangen. Voordelen daarvan zijn dat ze lang meegaan, vrijwel niet gevoelig zijn voor mechanische trillingen, en minder energie verbruiken dan de vroeger gebruikte gloeilampen.
Ook voor straatverlichting worden leds op steeds grotere schaal gebruikt. Vrijwel alle grote leveranciers van straatverlichting hebben inmiddels een of meerdere led-armaturen in hun assortiment opgenomen. De meerderheid van deze armaturen geeft wit of koelwit licht. De Nederlandse fabrikant Innolumis maakt echter gebruik van groene en rode leds, wat een goudgroen schijnsel oplevert. Deze spectrale verdeling sluit beter aan bij de fysiologische eigenschappen van het menselijk oog in het donker (het Purkinje-effect), waardoor er minder licht nodig is om toch goed te kunnen zien. Op termijn worden leds gezien als een goed alternatief voor andere soorten verlichting waarbij een langere levensduur en een lager energieverbruik bereikt wordt dan met andere lichtbronnen.
Een andere toepassing van leds in consumentenelektronica is het gebruik van leds als backlight in televisietoestellen – ook wel ledtelevisie genoemd – en computermonitoren. Traditionele beeldschermen gebruiken CCFL's als backlight om de verscheidene pixels te verlichten. Een verschijnsel dat vaak optreedt bij deze methode van verlichten is "backlight bleeding." Omdat elke CCFL afzonderlijk een groot gebied verlicht komt het vaak voor dat de CCFL-gebieden belicht die niet zouden moeten worden verlicht. Dit is vooral zichtbaar bij een volledig zwarte afbeelding. Aan de randen van het scherm is de kleur dan lichter dan op de rest van het scherm. Dit kan als storend worden ervaren. Door het gebruik van leds als backlight wordt dit verschijnsel minder en mits goed geplaatst verbannen. Door elke led een klein doelgebied te geven en de optie te installeren om elke afzonderlijke led wel of niet te laten branden lekt er minder licht weg aan de zijkanten en kunnen zwarte afbeeldingen beter worden weergegeven. Samsung kwam als eerste op de markt met een ledtelevisie in 2006.
Ook in de tuinbouw wordt al veel ledverlichting gebruikt, voor zowel meerlagenteelt als voor assimilatieverlichting. Ook hier speelt de spectrale verdeling van de lichtbron een rol: planten maken niet van het volledige lichtspectrum gebruik voor hun fotosynthese. Er kan daarom energie bespaard worden door met ledverlichting alleen die lichtfrequenties aan te bieden waar de plant wat mee kan en geen energie te steken in lichtfrequenties die onbelangrijk zijn voor de ontwikkeling van het gewas. Kassen die van deze techniek gebruikmaken, zijn in het donker te herkennen aan een vage roodblauwe gloed, in tegenstelling tot de veel sterkere oranje 'halo' van natrium en SON-T-lampen in andere kassen.
De laatste tijd is er ook een grote opmars van ledverlichting in de evenementenbranche en als theaterbelichting. Door het aanzienlijk lagere energieverbruik en goede aanstuurbaarheid is dit een uitermate geschikte oplossing. Veelal wordt deze toepassing gebruikt als videowall, grote ledbakken waar beeld over loopt, maar ook floodlights in de vorm van PAR-behuizing komen voor.
Afgelopen jaren is led verlichting is huis en kantoor eerder regel dan uitzondering. In november 2006 introduceerde het bedrijf Lemnis de eerste led-lamp die als volwaardige vervanger van de gloeilamp kan worden aangemerkt. Deze reto fitt lamp had zowel de warmwitte kleur van 3500 kelvin (welk men in Nederland gewend is), als voldoende licht opbrengst om een 40 watt-gloeilamp te vervangen. Waardoor deze lamp eindelijk een geschikte vervanger was voor de traditionele gloeilamp voor gebruik in huis. Voor deze tijd was vooral de kleur van de ledverlichting, een probleem voor gebruiken voor functionele verlichting in huis. De haalbare kleur van 4500/5000 kelvin gaf een klinische verlichting en werd door consumenten niet sfeervol bevonden. Waardoor consumenten ondanks de energiebesparing toch geen ledverlichting kochten. Mede door verschillende ludieke acties van Lemnis o.a met de postcode loterij is het gelukt om de gloeilampvervanger versneld onder consumenten te brengen.
In 2009 komt het bedrijf Led Light Europe uit Leeuwarden in samenwerking met het Chinese ATG uit Shenzhen met de eerste retro fitt tl-vervanger op de markt. Eigenaar van Led Light Europe BV en bedenker van deze ledbuis "Joey Scheick" kan worden gezien als de aanzetter van de overgang van traditionele tl-verlichting naar de veel zuiniger ledbuis voor kantoren en bedrijven. Dit kan worden gezien als de voorloper van de nu bekende ledpanelen. Ondanks veel tegenstand van o.a Philips en Osram lukte het Joey Scheick om met zijn Led Light Europe om grootschalig led-buizen op de markt te brengen. Met praktijkproeven bij o.a Milieu Centraal (het energie advies orgaan) en op het ministerie van minister van milieu en waterstaat werd aangetoond dat ledverlichting in kantoren al medio 2009 zeer goed mogelijk was. Jaqueline Cramer, destijds minister van milieu en een belangrijke voorvechter van duurzaamheid, erkende het potentieel van led-technologie en steunde de initiatieven van Joey Scheick. Dit gaf een extra impuls aan de acceptatie van ledverlichting in de zakelijke sector waardoor bedrijven als Philips en Osram al snel volgden.

## Led met geïntegreerde elektronica
Een knipperled is een led waarin een kleine elektronische schakeling is geïntegreerd die de led afwisselend aan en uit doet gaan. Deze led heeft vaak dezelfde spanning nodig als een witte of blauwe led, er zijn ook knipperleds met geïntegreerde spanningsregelaar die werken op een spanning van 5-15 V.
Ook bestaan er leds die gaan branden als de spanning onder een bepaalde waarde zakt, om aan te geven dat de batterijspanning te laag is.
In allerlei speelgoed worden RGB-leds toegepast die voorzien zijn van elektronica die de uitgezonden kleuren doorlopend in elkaar laat overlopen. Dit wordt ook wel faden genoemd.

## Elektrische eigenschappen

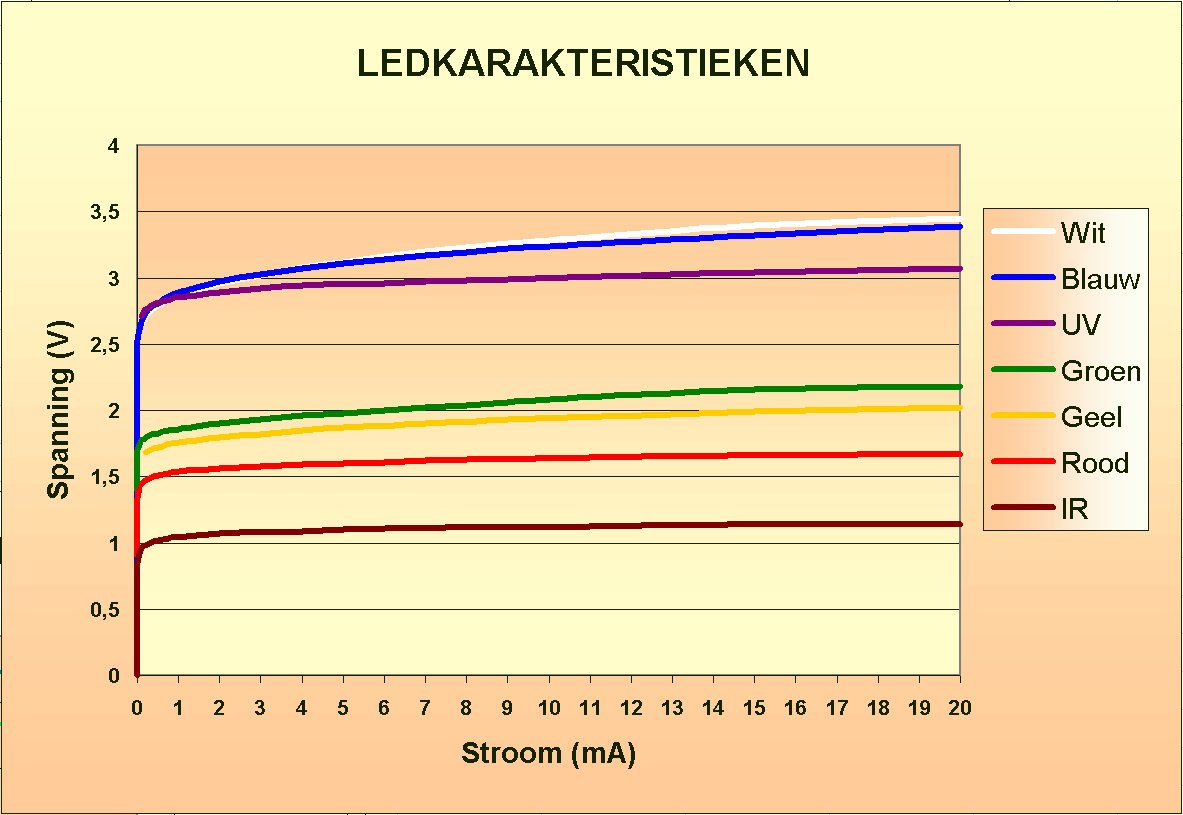
Typische karakteristieken van diverse leds

In elektronisch opzicht zijn leds en andere halfgeleiderdiodes interessante componenten omdat er een nagenoeg constante spanningsval over de aansluitingen optreedt, anders dan bij ohmse weerstanden. Een IR-led gedraagt zich bijvoorbeeld als een superieure zenerdiode van ca. 1,1 V.
Een led mag daarom nooit zonder meer op een spanningsbron worden aangesloten. Er dient altijd een stroombegrenzer aanwezig te zijn, zoals een transistor of een eenvoudige weerstand, omdat een led in feite een diode is. Over de led zal een spanning vallen, afhankelijk van het type led zo'n 1,1 V voor infrarode leds tot wel 3,5 V bij witte en blauwe leds (zie grafieken hiernaast).
De standaardstroom door een led is 20 mA continu, maar de meeste leds kunnen 10-30 mA verwerken. Het is overigens heel goed mogelijk om pulsvormige stromen tot wel 1 A te gebruiken als de gemiddelde stroom maar binnen de veilige grenzen blijft. In een dergelijke schakeling zal de led gemiddeld minder energie verbruiken bij gelijke ervaring van intensiteit. In het geval van constante gelijkstroom laat de grootte van de stroombegrenzende weerstand zich volgens de wet van Ohm als volgt berekenen:
{\displaystyle R={\frac {U_{s}-U_{l}}{I}}}
waarin
{\displaystyle I} de stroomsterkte is,
{\displaystyle U_{s}} de voedingsspanning en
{\displaystyle U_{l}} de werkspanning van de led
Voor een rode led met {\displaystyle I=20\ {\text{mA}}}, 1,6 V werkspanning en 5 V voedingsspanning moet de voorschakelweerstand:
{\displaystyle {\frac {5{,}0-1{,}6}{0{,}02}}=170\Omega }
zijn; kies 180 Ω uit de E12-reeks.
Voor de zwakstroomleds, die een standaardstroom van 3 mA vragen, geldt een soortgelijke berekening.
Zonder voorschakelweerstand kan een led aangestuurd worden door gebruik te maken van stroomsturing met een stroombron, zoals een Widlar-stroombron (dus geen spanningsbron). Deze levert, bij  variaties van de ingangsspanning, een stabiele stroom die door de led zal vloeien. De serieregelaar (transistor of FET) in de stroombron vervangt de voorschakelweerstand en dissipeert, ter vervanging van de voorschakelweerstand, het "nutteloos" vermogen.
In bovenstaand voorbeeld gaat er 64 mW verloren aan 'warmte' in de weerstand en slechts 29 mW zal worden uitgestraald door de led. (Verliezen binnen in de led buiten beschouwing gelaten.) Er gaat dus slechts ongeveer 33% van het door de voeding geleverde vermogen naar de led. Bij hogere voedingsspanningen zal deze verhouding schever komen te liggen tot het conventionele gebruik van de led niet meer economisch is. Bij netspanningstoepassingen kan men beter een seriecondensator gebruiken. Een kleine serieweerstand wordt dan toegevoegd om grote inschakel- of stoorpieken te dempen.
Om de led te kunnen dimmen wordt gebruikgemaakt van multiplexing of pulsbreedtemodulatie (PWM-stroomsturing). Deze sturing maakt gebruik van het feit dat een led hoge piekstromen kan verduren als de effectieve stroom maar de normale waarde heeft. Pulsbreedtesturing kan efficiënter zijn als een groter gedeelte van het effectieve vermogen naar de led gaat. Tijdens de aan-tijd loopt er door de led een hogere stroom dan tijdens normaal bedrijf. De ledspanning zal hierdoor iets hoger zijn. De voorschakelweerstand (of geleidingsweerstand van de serietransistor) is lager en het vermogen hierin, dat kwadratisch toeneemt met de stroom, zal hoger zijn. Middeling tussen aan- en uit-tijd kan een lager verlies opleveren.
De lichtsterkte wordt uitgedrukt in "mcd" (millicandela) en varieert van 1,6 tot meer dan 25.000 mcd.

## Typen

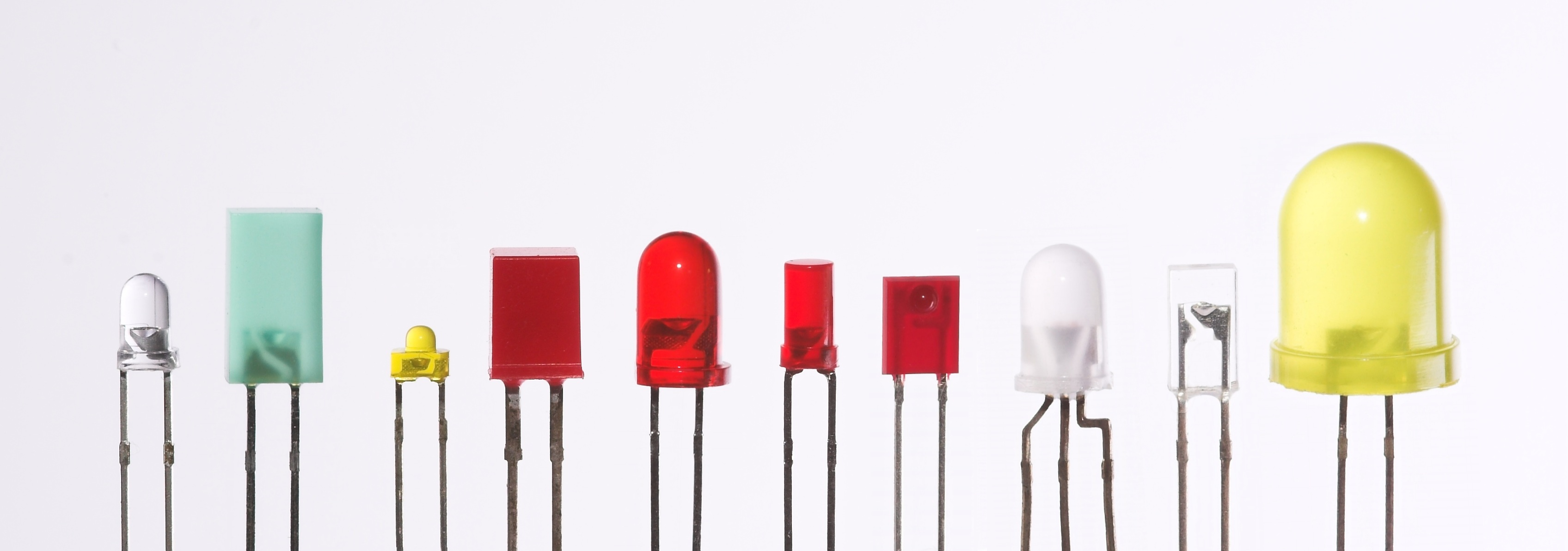
Verschillende typen led

Leds worden geproduceerd in een verscheidenheid van vormen en maten. De rode led in cilindrische 5mm-behuizing, vijfde van links, is de meest voorkomende, geraamd op 80% van de wereldproductie. De kleur van de plastic lens is vaak hetzelfde als de werkelijke kleur van het uitgestraalde licht, maar niet altijd. Bijvoorbeeld, paars kunststof wordt vaak gebruikt voor infrarood-leds, en de meeste apparaten zijn voorzien van duidelijke blauwe behuizing. Er zijn ook leds in SMT-behuizingen, zoals die gevonden op mobiele telefoons en op toetsenborden.

## Trivia

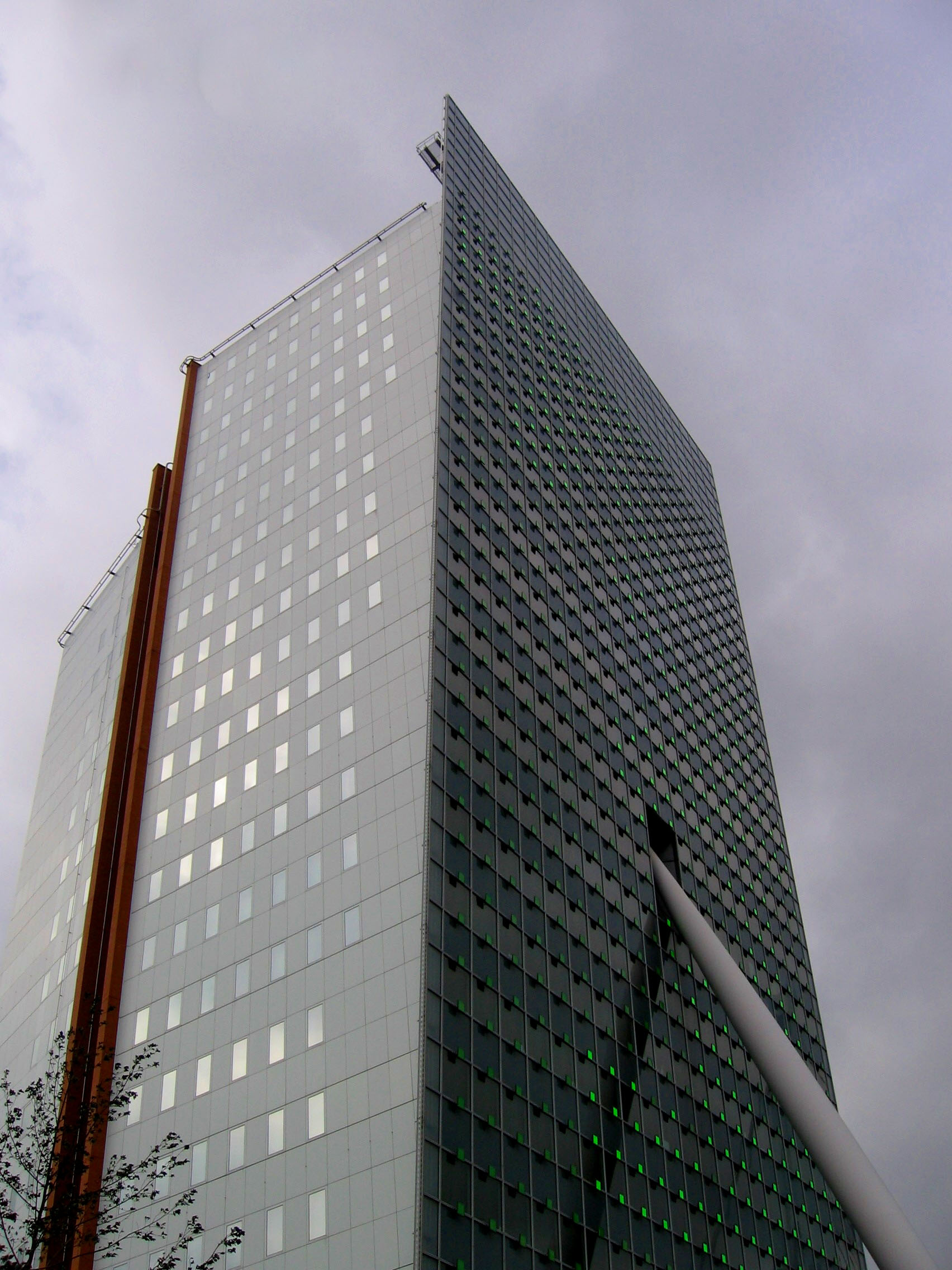
KPN Toren op Zuid Rotterdam

- Net als bij andere halfgeleiderdiodes kan een led licht in stroom omzetten. Het principe is hetzelfde als bij een fotodiode. De led is echter niet geoptimaliseerd voor deze eigenschap.
- In veel goedkope ledzaklampjes wordt de voorschakelweerstand uit kostenoverwegingen weggelaten, omdat knoopcellen een uitgangsspanning hebben die nooit hoger is dan de maximale spanning die een led kan verdragen. Bedenk dat een kleine toename van de spanning een enorme toename in stroom kan betekenen waardoor de led onherstelbaar wordt beschadigd. Dit heeft te maken met de stroom die exponentieel toeneemt als de spanning stijgt (diodevergelijking van Shockley).
- Net als bij veel andere elektronicacomponenten wordt bij een led de negatieve aansluiting kathode genoemd, en de positieve aansluiting anode.
- Meestal is de langste aansluitpoot van een led (ìn de led de kleinste elektrode met de bonddraad) de positieve aansluiting.
- In de regel is dan de aansluiting het dichtst bij het platte kantje van de ronde kunststofrand van de led de negatieve aansluiting.
- De honderd meter hoge koeltoren van Electrabel in Drogenbos, nabij Brussel, wordt sinds begin december 2005 verlicht met bijna 100.000 leds. Deze zijn verspreid over 57 lichtlijnen van lampjes in rode, groene en blauwe kleuren.
- De KPN "Toren op Zuid" in Rotterdam heeft een scheve voorkant die is ontworpen als een 90 × 40 meter groot billboard. In een raster zijn ongeveer 1000 groene ledlampen aangebracht waardoor de gevel een lichtkrant is geworden waarop beelden worden vertoond.